# Lance Armstrong
Lance Armstrong (rojen kot Lance Edward Gunderson), ameriški kolesar, * 18. september, 1971, Plano, Teksas, ZDA.
Armstrong je najbolj znan po tem, da je sedemkrat zaporedoma zmagal na kolesarski dirki Tour de France med leti 1999 in 2005, le nekaj let po tem, ko je premagal raka na možganih in testisih leta 1996. 22. avgusta 2012 mu je Mednarodna kolesarska zveza zaradi dopinga razveljavila vse rezultate od avgusta 1998, tudi sedem zmag na dirki Tour de France.

## Športna kariera
Lance Armstrong je ameriški kolesar, ki je rekorder po zmagah na Dirki po Franciji, saj jih je zbral kar sedem, in to zapored (v obdobju od 1999 do 2005). Kariero je začel kot zelo sposoben triatlonec, ki je na tekmovanjih premagoval tudi precej starejše sotekmovalce. Ker mu je šlo še najbolje v kolesarskem delu triatlona, se je preusmeril v profesionalno kolesarstvo. Prva dirka, na kateri je zmagal, je bila Clasica San Sebastian. Leta 1992 je zmagal na svetovnem prvenstvu v Oslu na Norveškem. Tekmoval je tudi na večetapnih dirkah v ekipi Motorola, vendar mu ni šlo najbolje. Na svojem prvem Touru je odstopil v Alpah, odstop pa je obrazložil z besedami, da je tam premrzlo in prestrmo. Zaradi zdravstvenih težav, ki so se pojavile leta 1996, je odšel na preiskave, kjer so odkrili, da ima raka na testisih z zasevki v pljučih in možganih. Njegova ekipa Cofidis ga je odpustila, po uspešnem zdravljenju pa se je v kolesarsko karavano vrnil z ameriško ekipo US Postal. Zaradi zdravljenja raka se je iz specialista za enodnevne dirke in sprinte spremenil v odličnega kolesarja za vzpone in kronometre. Svojo prednost je nabral predvsem na kronometrih (ekipnih, posamičnih in gorskih). Vselej je zmagal z zanesljivo prednostjo, ki jo je vedno uspešno zadrževal s pomočjo svoje ekipe. Leta 2005 se je njegova ekipa preimenovala v Discovery Channel Pro Cycling Team, isto leto pa je tudi uradno sklenil svojo kariero. 9. septembra 2008 je Lance Armstrong napovedal vrnitev v profesionalno kolesarstvo za sezono 2009.
Junija 2012 ga je Ameriška protidopinška agencija obtožila sistematične zlorabe dopinga, avgusta pa napovedala prepoved nastopanja in razveljavitev preteklih rezultatov. 22. avgusta 2012 mu je Mednarodna kolesarska zveza na podlagi dokazov Ameriške protidopinške agencije zaradi dopinga razveljavila vse rezultate od avgusta 1998, tudi sedem zmag na dirki Tour de France, ter mu doživljenjsko prepovedala nastopanje na tekmovanjih pod njenim okriljem..